# オムルベク・スヴァナリエフ
オムルベク・スヴァナリエフ（キルギス語: Өмүрбек Суваналиев、1960年7月31日 - ）は、キルギス共和国の政治家、内務官僚。元内務相代行（在職：2006年 - 2007年）。アタ・ジュルト党議長。民警少将。

## 経歴
タラス市出身。キルギス人。1981年、ソ連内務省カラガンダ高等学校を卒業。
- 1981年～1986年 - タラス州内務局先任捜査係
- 1986年～1989年 - フルンゼ市レーニンスキー地区内務課先任捜査係
- 1989年～1990年 - アラメディンスキー地区内務課の課長
- 1990年～1991年 - イスィク・クラ州プルジェヴァリスク市内務課の課長、副課長
- 1991年～1992年 - イスィク・クラスキー地区チョルポン＝アタ市内務局長

1992年3月23日、権限踰越の嫌疑で逮捕され、国家保安省の取調拘置所に収監される。逮捕の少し前、スヴァナリエフは、イスィク・クラ州執行委員会議長の息子を麻薬密輸の容疑で逮捕していた。この後、スヴァナリエフの同僚達は、ビシュケクの中央広場に集まり、「マフィアの擁護者は去れ」とのプラカードを掲げてピケットを張った。1993年1月13日、犯罪構成要件不在のために釈放された。
1993年3月、イスィク・クラスキー地区・チョルポン・アタ市内務局長に復帰。同年5月、汚職・組織犯罪対策分野における内務省の業務に抗議して、辞表を提出した。1993年～1994年、「民族の尊厳と進歩」協会副総裁。1994年～1995年、政府附属税務警察捜査取調局長。
1995年～1997年、ジョゴルク・ケネシュ (キルギス議会) 代議員に当選し、汚職・組織犯罪対策委員会委員長を務めた。1995年から「エルキン・キルギスタン」（自由キルギスタン）第一副議長。
1997年～1998年、国家保安省オシ州局長。1998年、イランへの武器・弾薬の密輸事件の捜査中止に抗議して辞任。
1999年6月25日、「フェリックス・クロフ社会財団」総裁。2000年9月、大統領戦に立候補したが、キルギス語の試験に落ち登録を拒否された。2003年、キルギス共和国オンブズマン事務局職員。
2003年9月、ナルィン州内務局長。2005年3月25日、ビシュケク市内務局長代行。5月2日、ビシュケク市内務局長兼内務次官。7月18日、辞表を提出し、バトケン州内務局長のポストを拒否した。2005年10月24日～2006年、ビシュケク市内務総局長。2005年11月～2006年、内務次官。2006年11月6日～2007年2月、野党の要求により、内務相代行に任命。
2007年2月、「キルギスタンの尊厳ある未来のための統合戦線」本部長。4月8日、「改革のために！」運動と「キルギスタンの尊厳ある未来のための統合戦線」による「無期限大衆集会組織問題」の指導者として承認。4月24日、大規模騒擾の組織の嫌疑で逮捕。
2007年9月17日～2008年1月11日、大統領府国防・安全保障問題課主任。2008年1月11日～2009年11月、ナルィン州アキム（知事）。
2010年6月12日～20日、オシ州内務局長を務めたが、来るべき議会選挙での活動のため辞任した。同年6月26日から「アタ・ジュルト」党議長。

## パーソナル
妻帯、1児を有する。
「アル・ナムィス」党政治会議副議長。キルギス共和国ボクシング連盟総裁。